# Metabotroper Glutamatrezeptor 1
Metabotroper Glutamatrezeptor 1 (mGluR1) ist ein aus dem Gen GRM1 translatiertes Protein der Klasse C der G-Protein-gekoppelten-Rezeptoren. Gemeinsam mit dem metabotropen Glutamatrezeptor 5 bildet er die Gruppe I der metabotropen Glutamatrezeptoren. 

## Eigenschaften
Der erregende Neurotransmitter Glutamat bindet an die orthosterische Agonistenbindungsstelle des Rezeptors (die Bindungsstelle des natürlichen Agonisten Glutamat) und induziert bzw. stabilisiert dabei eine Konformation der Protein-Tertiärstruktur, die die Kopplung von G-Proteinen (Gq/11, Gs und Gi/o) begünstigt und so die Signaltransduktion bewirkt. In Folge werden die sekundären Botenstoffe IP3 und Diacylglycerol (DAG) gebildet und Calciumionen aus dem endoplasmatischen Retikulum ins Cytosol ausgeschüttet. DAG aktiviert die Proteinkinase C. 
Im Gegensatz zu ionotropen Rezeptoren schaltet der metabotrope Rezeptor relativ langsam (im Zeitmaß von Millisekunden).
Der metabotrope Glutamatrezeptor 1 befindet sich im zentralen Nervensystem an vielen Synapsen, am höchsten ist seine Expression an der Parallelfasersynapse der Purkinjezellen im Kleinhirn. Das C-terminale Ende des Proteins ist verantwortlich für seine Lokalisation. In dieser Region der Proteinstruktur gibt es Domänen, die den Rezeptor im Dendriten binden. Diese Domänen kommen in der Struktur von mGluR1 redundant vor. Für seine postsynaptische Lokalisation dagegen ist z. B. die Bindungsstelle für das postsynaptische Protein Homer zuständig.
Der Rezeptor vermittelt unter anderem die Langzeit-Potenzierung im Hippocampus und die Langzeit-Depression im Cerebellum. Vermutlich ist er, wie auch der metabotrope Glutamatrezeptor 4, am Umami-Geschmack auf der Zunge beteiligt.

## Struktur
Der metabotrope Glutamatrezeptor Typ 1 wurde als erster Vertreter seiner Rezeptorfamilie im Jahr 1991 erstmals beschrieben. Seine dreidimensionale Struktur wurde in voller Länge elektronenmikroskopisch bestimmt und im Jahr 2021 veröffentlicht. Mangels geeigneter Verfahren waren zuvor lediglich Domänen (EZD und TMD) strukturell isoliert erfasst worden. Wie andere metabotrope Rezeptoren ist mGluR1 ein Membranprotein. Die Isoformen 1a-1d besitzen je sieben α-helicale Transmembran-Domänen; die kürzeste Isoform 1e hingegen keine.
Im gesunden menschlichen Gewebe kommen GPCRs der Klasse C als konstitutive Homo- oder Heterodimere vor, indem sie über intermolekulare Disulfidbrücken innerhalb der N-terminalen extrazellulären Domäne (EZD) miteinander (kovalent) verbunden sind und vom endoplasmatischen Retikulum als Funktionseinheiten an die Zellmembran sezerniert werden. Die Kombinationsbandbreite der Heteromerisierung ist durch Varianz der Verteilung der Thiolstellen (Cysteine) im Proteinstrang der Rezeptortypen und der damit einhergehenden intermolekularen Nichtkomplementarität, begrenzt. Es existieren Homodimere identischer Rezeptoren, Homodimere von Spleißvarianten, familieneigene Heterodimere mit dem metabotropen Glutamatrezeptor 5, nicht jedoch mit Glutamatrezeptoren der Gruppen II und III. Möglich ist die familienfremde Heteromerisierung mit weiteren Rezeptoren der Klasse C (C-GPCR), so etwa mit dem calciumsensitiven Rezeptor. Die Dimerisierungsmöglichkeiten sind weder beschränkt auf die Disulfidbrücken noch auf eine einzelne Bindungsstelle. Klassenfremd ist der Rezeptor mGluR1-Adenosin1R.  
Die Aufklärung dreidimensionaler Strukturen des mGluR1, aber auch weiterer mGlu Rezeptortypen, für unterschiedliche Funktionszustände bieten Einblicke in den dynamischen Aktivierungsprozess dieser Rezeptoren.
Im Gegensatz zu GPCR anderer Klassen befindet sich die orthosterische Bindungsstelle in der Venusfliegenfallendomäne, eine allosterische Bindungsstelle in der 7TM-Domäne. Es ist mindestens eine weitere allosterische Bindungsstelle des mGluR1 bekannt.

## Liganden

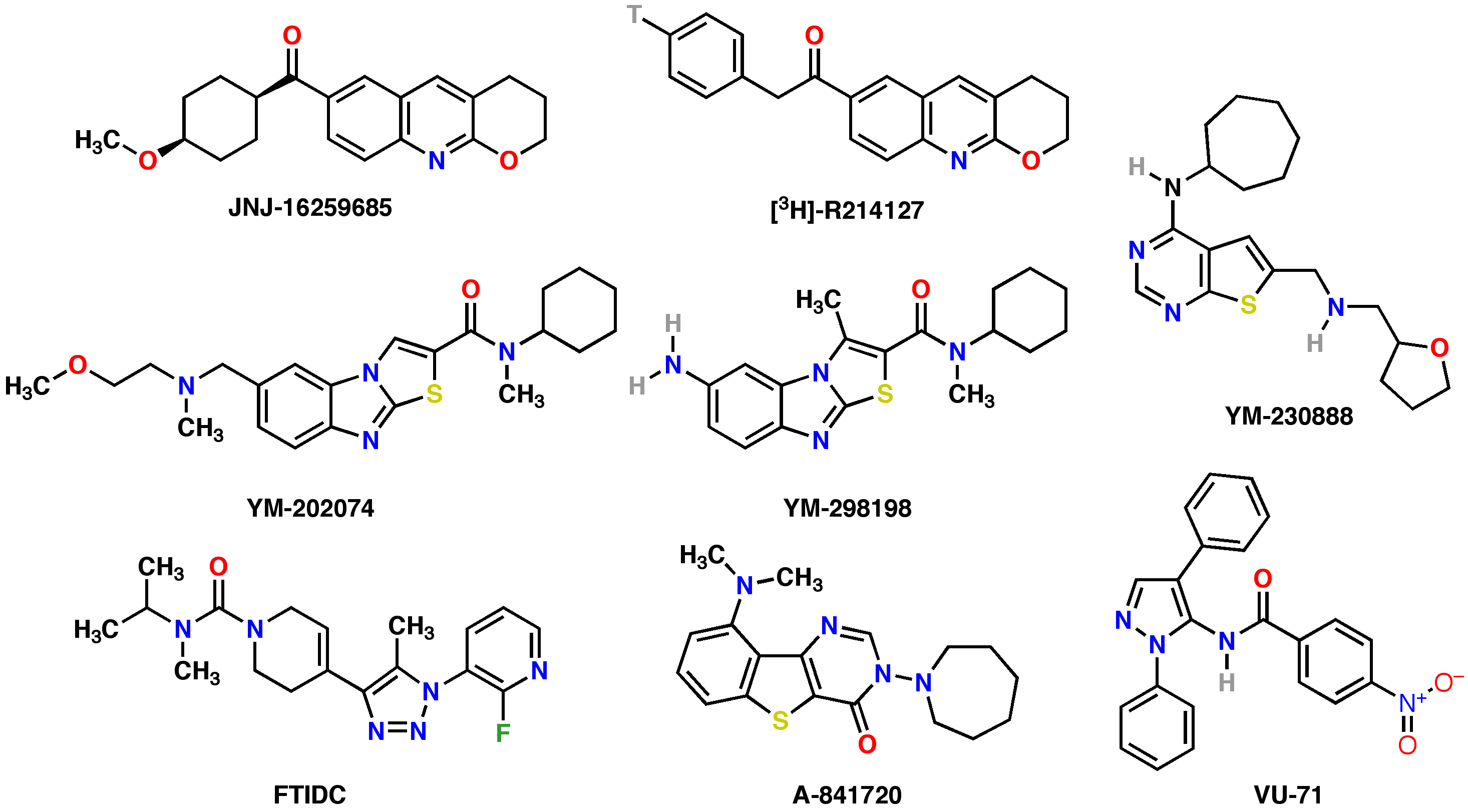
Selektive Liganden des mGluR1

Quisqualat, Dihydroxyphenylglycin (DHPG) und 1-Amino-1,3-dicarboxycyclopentan (ACPD) sind funktionell selektive mGlur1-Agonisten. Ein Inhibitor des metabotropen Glutamatrezeptors 1 ist LY341495, dessen Bindungsstelle teilweise mit der von Glutamat überlappt. Ein allosterischer Inhibitor ist FITM (4-fluor-N-(4-(6-(isopropylamino)pyrimidin-4-yl)thiazol-2-yl)-N-methylbenzamid), das in einer Bindungstasche nahe der Transmembranhelix bindet.
Weitere Liganden des mGluR1 sind:
- JNJ-16259685: hochaffiner selektiver nichtkompetitiver Antagonist[12]
- R-214,127: hochaffiner selektiver allosterischer Antagonist[13]
- YM-202,074: hochaffiner selektiver allosterischer Antagonist[14]
- YM-230,888: hochaffiner selektiver allosterischer Antagonist[15]
- YM-298,198: selektiver nichtkompetitiver Antagonist[16]
- FTIDC: hochaffiner selektiver allosterischer Antagonist[17]
- A-841,720: selektiver nichtkompetitiver Antagonist; geringfügige Bindung an hmGluR5[18]
- VU-71: Verstärker[8]
- Fluorierte 9H-xanthen-9-carbonsäure-oxazol-2-yl-amide: oral verfügbare Verstärker[19]
- Cyclothiazid: nichtselektiver nichtkompetitiver Antagonist[20]